# Mordechai Gifter
Mordechai (Max) Gifter (15 octobre 1915, Portsmouth, Virginie-18 janvier 2001, Cleveland, Ohio) est un rabbin américain, Rosh Yeshiva de la Yechiva de Telz à Cleveland, dans l'Ohio, un des leaders du judaïsme orthodoxe de la fin du XXe siècle.

## Éléments biographiques
Mordechai (Max) Gifter est né le 15 octobre 1915 à Portsmouth en Virginie,. Il est le fils de Yisrael Gifter et de Matla (May) Gifter.
Il passe sa jeunesse à Baltimore, dans le Maryland, où son père tient une épicerie.
À Baltimore "Max" va à l'école publique et suit des cours de judaïsme après ses classes.

## Université Yeshiva de New York
Mordechai Gifter étudie au Rabbi Isaac Elchonon Theological Seminary de Université Yeshiva à New York, sous la direction du rabbin Moshe Aaron Poleyeff et du rabbin Moshe Soloveichik. L'oncle de Moredechai Gifter, le Docteur Samuel Saar est le doyen du séminaire.

## En Lituanie
Le Dr. Saar suggère à Mordechai Gifter de faire un séjour en Lituanie, à la Yechiva de Telshe. Il suit ce conseil  en 1932. Il devient proche du doyen de la yechiva, le rabbin Zalman Bloch, et se fiance avec sa fille.
Avant son mariage, en 1939, Mordechai Gifter rentre aux États-Unis, pour voir ses parents à Baltimore. Il pense alors retourner en Lituanie pour se marier et continuer ses études.
La situation en Europe devient dangereuse et Mordechai Gifter décide de faire venir sa fiancée et sa famille aux États-Unis. Elle seule vient, et le mariage a lieu à Baltimore.

## Baltimore
À Baltimore, Mordechai Gifter devient le rabbin de la Synagogue Nusach Ari. Il enseigne également à la Yechiva Ner Yisroel, dirigée par le rabbin Yaakov Yitzchok Ruderman.

## Waterbury, au Connecticut
En 1941, Mordechai Gifter devient rabbin à Waterbury, au Connecticut.

## Cleveland, en Ohio
En 1941, Mordechai Gifter s'établit à Cleveland dans l'Ohio, où il enseigne au Rabbinical College of Telshe, successeur de la Yechiva de Telshe en Lituanie détruite par les nazis et les miliciens lituanéens.
En 1964, Mordechai Gifter devient, avec le rabbin Boruch Sorotzkin, le Doyen de la Yechiva.

## Pensées
- Mordechai Gifter rejette l'expression d'orthodoxe, d'origine grecque,  pour le judaïsme, il opte de se définir comme un Juif de la Torah (Torah Jew, en anglais)[3].

## Œuvres
- En hébreu :
  - Pirkei Torah, commentaires sur la Torah
  - Hirhurei Teshuva, commentyaires sur les Lois du Repentir de Maïmonide
  - Pitei Mincha, commentaires sur le Minchas Chinuch
  - Pirkey Iyun, commentaires sur le Traité du Talmud, Makkot
  - Pirkei Moed, commentaires sur les Fêtes
- En anglais :
  - Torah Perspectives
  - Pirkei Torah, commentaires sur la Torah